# バロス・ハルパ

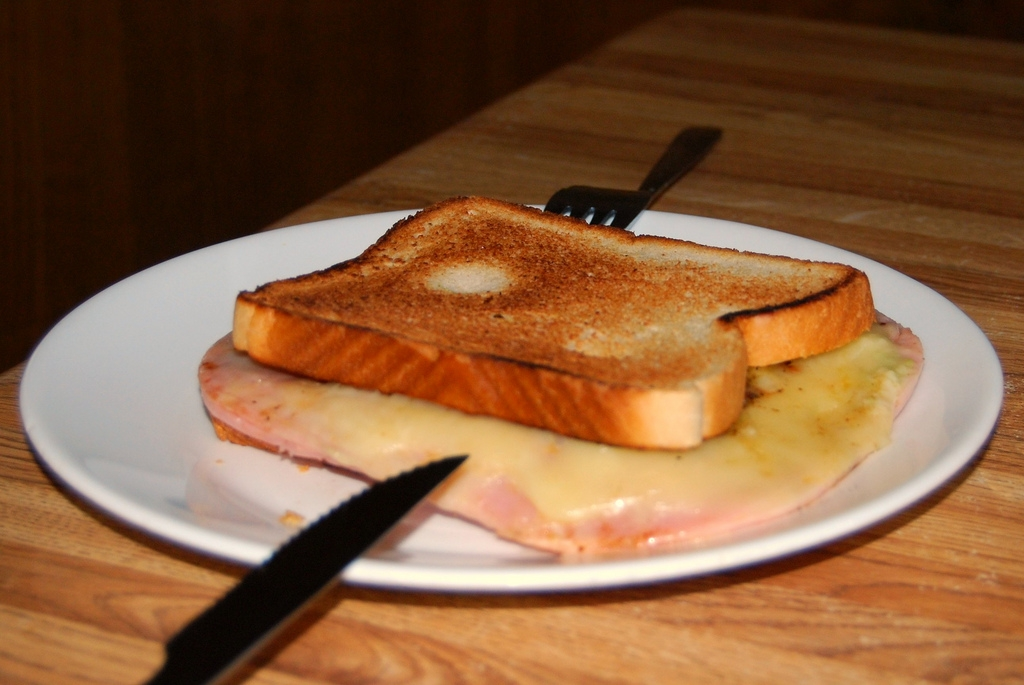
サンドイッチ・バロス・ハルパの例

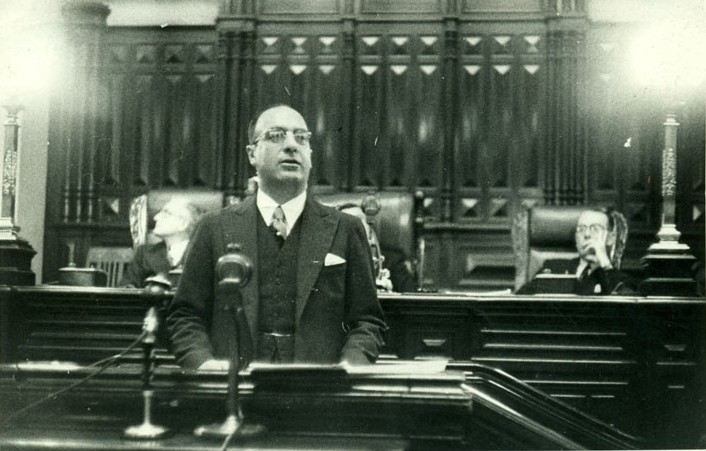
エルネスト・バロス・ハルバ（1938年）

バロス・ハルパ（スペイン語: Sándwich Barros Jarpa）はチリのサンドイッチ。
ハムとチーズを具材にしたサンドイッチで、チーズが溶けるまでオーブンで加熱する。
名称は、1920年に外務大臣を務めたこともある政治家・エルネスト・バロス・ハルバがチリ国会近くのレストランでいつも注文していたことに由来する。
なお、1910年からチリ大統領を務めたラモン・バロス・ルコはエルネスト・バロス・ハルバのいとこであり、ラモン・バロス・ルコにちなんだサンドイッチ・バロス・ルコがある。